# عبد العزيز بن عثمان التويجري
عبد العزيز بن عثمان التويجري (3 أبريل 1950 الرياض-) بالمملكة العربية السعودية، مدير عام المنظمة الإسلامية للتربية والعلوم والثقافة سابقا.

## الدراسات
حاصل على درجة البكالوريوس في اللغة الإنجليزية والتاريخ عام 1974م، بتقدير جيد جداً مع مرتبة الشرف، من جامعة الملك سعود في الرياض.
حاصل على درجة الماجستير في اللسانيات عام 1977، ودرجة الدكتوراه في المناهج عام 1982، من جامعة أوريجون بالولايات المتحدة الأمريكية.

## الخبرات المهنية
- أستاذ مساعـد بكلية التربيـة بجامعة الملك سعـود (1982-1985م)؛
- مشرف على مركز التأليف والترجمة والنشر ومركز الكتب الدراسية بجامعة الملك سعود، عام 1984م؛
- مدير عام مساعد في الثقافة بالمنظمة الإسلامية للتربية والعلوم والثقافة (1985-1991م)؛
- انتخب بالإجماع مديراً عاماً للمنظمة الإسلامية للتربية والعلوم والثقافة من قبل المؤتمر العام للمنظمة في دورته الرابعة المنعقدة في نوفمبر 1991م، بمدينة الرباط؛
- جدّد انتخابه بالإجماع مديراً عاماً للمنظمة الإسلامية للتربية والعلوم والثقافة من قبل المؤتمر العام للمنظمة في دورته الخامسة المنعقدة في نوفمبر 1994م بمدينة دمشق؛
- جدّد انتخابه بالإجماع مديراً عاماً للمنظمة الإسلامية للتربية والعلوم والثقافة لفترتين جديدتين مدة كل واحدة منهما ثلاث سنوات، من قبل المؤتمر العام للمنظمة في دورته السادسة المنعقدة في ديسمبر1997م، بمدينة الرياض؛
- جدّد انتخابه بالإجماع مديراً عاماً للمنظمة الإسلامية للتربية والعلوم والثقافة لفترتين جديدتين مدة كل واحدة منهما ثلاث سنوات، من قبل المؤتمر العام للمنظمة في دورته الثامنة المنعقدة في ديسمبر 2003م، بمدينة طهران؛
- جدّد انتخابه بالإجماع مديراً عاماً للمنظمة الإسلامية للتربية والعلوم والثقافة لفترتين متتاليتين مدة كل واحدة منهما ثلاث سنوات قابلة للتجديد، من قبل المؤتمر العام للمنظمة في دورته العاشرة المنعقدة في يوليو 2009م، بمدينة تونس؛
- أمين عام اتحاد جامعات العالم الإسلامي؛

## العضويات
عضو مجلس الأمناء في الجامعات التالية:-
- الجامعة الإسلامية في النيجر.
- الجامعة الإسلامية في أوغندا.
- الجامعة الإسلامية في باكستــان.
- الجامعة الإسلامية في بنغلاديش.
- عضو مؤسسة آل البيت الملكية للفكر الإسلامي في عمّان، المملكة الأردنية الهاشمية.
- عضو الهيئة الاستشارية لموسوعة الحضارة العربية الإسلامية في بيروت، الجمهورية اللبنانية.
- عضو المنتدى الإسلامي العالمي للحوار في جدة، المملكة العربية السعودية.
- عضو مجلس الأمناء لمركز الدراسات العربي ــ الأوروبي في باريس.
- عضو مراسل لمجمع اللغة العربية في القاهرة، جمهورية مصر العربية.
- عضو فخري في المعهد الثقافي الأرجنتيني العربي في بوينوس آيريس.
- عضو منتدى الفكر العربي، عمّان، المملكة الأردنية الهاشمية.
- عضو مجلس القادة المائة التابع للمنتدى الاقتصادي العالمي.
- عضو الجمعية العمومية للمجمع العالمي للتقريب بين المذاهب الإسلامية في طهران، الجمهورية الإسلامية الإيرانية.
- عضو فخري في المجلس الأعلى للتربية في جمهورية البيرو.
- عضو مجلس أمناء منتدى شباب مؤتمر التعاون الإسلامي من أجل الحوار والتعاون، إستانبول، الجمهورية التركية.
- عضو مجلس أمناء جامعة الحضارة الإسلامية المفتوحة في بيروت، الجمهورية اللبنانية.
- عضو مجلس أمناء مركز إسهامات المسلمين في الحضارة، الدوحة، دولة قـطر.
- عضو المنتدى العالمي للوسطية، عمّان، المملكة الأردنية الهاشمية.
- عضو مجلس أمناء المنظمة العالمية للنهوض باللغة العربية، الدوحة، دولة قـطر.
- عضو الهيئة التأسيسية لكرسي اليونسكو للأخلاقيات الإسلامية في الطب، جدة، المملكة العربية السعودية؛
- بروفيسور فخري في جامعة تتارستان الحكومية للعلوم الإنسانية والتربوية، قازان، جمهورية روسيا الاتحادية؛
- المدير المسؤول لمجلة (الإسلام اليوم) الأكاديمية التي تصدر بالعربية والإنجليزية والفرنسية، ولمجلة (الجامعـة) التي تصدر عن اتحاد جامعات العالم الإسلامي؛
- كتب العديد من الدراسات التربوية والبحوث الثقافية والفكرية والعلمية، ونشر طائفة من المقالات في كبريات الصحف؛
- حَـاضَـرَ في العديد من الجامعات العربية الإسلامية والعالمية.

## أوسمة

### على مستوى الدول
- الوسام الوطني من الدرجة الأولى، الكاميرون (2019).
- درع منظمة العالم الإسلامي للتربية والعلوم والثقافة (2019).[2]
- وسام نجمة الاستحقاق، فلسطين (2018).[3]
- وسام الصداقة، أذربيجان (2015).[4]
- وسام عمان المدني من الدرجة الثانية، عمان (2015)[5]‘.[6]
- الوسام الوطني من درجة قائد، من جمهور ية كوت ديفوار، سنة 2013م.
- الوسام الوطني من درجة قائد، من بوركينافـاسو، سنة 2013م؛
- وسام الإيسيسكو الذهبي، من المؤتمر العام للإيسيسكو في دورته الحادية عشرة، الرياض، المملكة العربية السعودية، سنة 2012م؛
- وسام الاستحقاق الوطني من درجة فارس، من جمهورية النيجر، سنة 2012م؛
- الوسام الوطني 27 يونيو من درجة ضابط، من جمهورية جيبوتي، سنة 2012م؛
- ميدالية الدولة الذهبية، من جمهورية كازاخستان، (2011).
- وسام الاستحقاق الوطني من درجة عهيد، من الجمهورية الجزائرية الديمقراطية الشعبية، (2011).[7]
- وسام إسماعيل الساماني من الدرجة الأولى، من جمهورية تاجيكستان، (2010).
- الصنف الأكبر من وسام الجمهورية، من الجمهورية التونسية، (2009).
- وسام السعفة الأكاديمية من درجة ضابط، من جمهورية النيجر، (2009).
- وسام الملك عبد العزيز من الدرجة الممتازة، المملكة العربية السعودية، (2008).[8]
- وسام المجد من جمهورية أذربيجان، (2007).
- الوسام العلوي من درجة قائد من المملكة المغربية، (2006).[9]
- الوسام الوطني للأسد من درجة ضابط من جمهورية السينغال، (2006).[9]
- وسام الاستحقاق السوري من الدرجة الممتازة من الجمهورية العربية السورية، سنة 2006.
- وسام الاستحقاق الوطني من درجة ضابط كبير من الجمهورية الإسلامية الموريتانية، سنة 2005.
- وسام الاستقلال من الدرجة الأولى من المملكة الأردنية الهاشمية، سنة 2002.
- الصنف الأكبر من الوسام الوطني للاِستحقاق من الجمهورية التونسية، سنة 2001.[10]
- وسام النيلَيْن من الطبقة الممتازة من جمهورية السودان، سنة 2001.
- وسام العلوم والفنون من الطبقة الأولى من جمهورية مصر العربية، سنة 1998.
- وسام نيشان الهلال الأخضر من درجة قائد من جمهورية القَمَر المتحدة، سنة 1992.

### على مستوى الهيئات
- وسام الاتحاد العربي للعمل التطوعي، (2017)[11]
- درع جامعة قطر، الدوحة، دولة قطر، سنة 2014م.
- جائزة «شخصية العام التراثية» لعام 2014م، المركز العربي للإعلام السياحي، الأقصر، جمهورية مصر العربية؛
- درع جامعة الإمام محمد بن سعود الإسلامية، الرياض، المملكة العربية السعودية، سنة 2013م؛
- درع جامعة محمد الأول، وجدة، المملكة المغربية، سنة 2013م؛
- الميدالية الذهبية للكومساتس، إسلام آباد، جمهورية باكستان الإسلامية، سنة 2013م؛
- جائزة «المجدّد المبدع» لعام 2013م، من رابطة كُتّاب التجديد التابع للمنتدى العالمي للوسطية، عمّان، المملكة الأردنية الهاشمية؛
- درع تكريمي من وزارة الثقافة في المملكة الأردنية الهاشمية، سنة 2013م؛
- الدرع الذهبي للمؤتمر الدولي للتعليم العالي في الوطن العربي«آفاق مستقبلية»، من الجامعة الإسلامية في غزة، دولة فلسطين، سنة 2013م؛
- جائزة موسوعة التميز والحضارة، الرياض، المملكة العربية السعودية، سنة 2012م؛
- الدرع الذهبي للاتحاد العربي للشباب والبيئة التابع لجامعة الدول العربية، الأقصر، جمهورية مصر العربية، سنة 2012م؛
- جائزة التميز والريادة من الشبكة العالمية للطاقة المتجددة، دنفر، ولاية كولورادو، الولايات المتحدة الأمريكية، سنة 2012م؛
- جائزة المنظمة العالمية للأسرة، سنة 2011م؛
- جائزة الشجر الذهبي «غيزيل تشينار»، من مؤسسة حيدر علييف بجمهورية أذربيجان، سنة 2011م؛
- جائزة الحوار بين الثقافات، من مجلس الشباب متعدد الثقافات بأوروبا (COJEP)، بمناسبة اليوم العالمي لحقوق الإنسان، جنيف، سنة 2010م؛
- جائزة السفير المميز للإسلام والرؤية المستقبلية لقضايا السلم، من مؤسسة فضيلة الشيخ الدكتور شهيد ستار الدين للعدل والسلام بدبلن، إيرلندا، سنة 2010م؛
- جائزة تقديرية عن مجموع الأعمال المنجزة، من حركة الشبيبة الإسلامية بدبلن، إيرلندا، سنة 2010م؛
- القلادة الوطنية للاستحقاق الكشفي من الجمهورية الجزائرية الديمقراطية الشعبية، سنة 2008م؛
- درع جامعة القاهرة في جمهورية مصر العربية، سنة 2007م؛
- الوسام الذهبي لوزارة الثقافة في الجمهورية الجزائرية الديمقراطية الشعبية، سنة 2007م؛
- وسام جمعية الدعوة الإسلامية العالمية في ليبيا، سنة 2007م؛
- جائزة الشبكة العالمية للطاقة المتجددة (WREN)، سنة 2007م؛
- جائزة منتدى كرانز مونتانا الأورو-متوسطي في إمارة موناكو، سنة 2005م؛
- الميدالية الذهبية الأم تريزا للسلام من البيرو، سنة 2005م؛
- الميدالية الذهبية لمنظمة التعاون الإسلامي (منظمة المؤتمر الإسلامي سابقاً)، سنة 1994م؛
- درع الهيئة المصرية العامة للكتاب، القاهرة، سنة 2003م؛

## حاصل على درجات أكاديمية من الجامعات التالية
- الدكتوراه الفخرية في الحضارة والفكر الإسلامي من الجامعة الإسلامية العالمية في ماليزيا، سنة 2013م.
- درجة الأستاذية الفخرية من جامعة تتارستان الحكومية للعلوم الإنسانية والتربوية، سنة 2009م؛
- الدكتوراه الفخرية في العلاقات الدولية، من جامعة الشرق الأدنى في جمهورية قبرص الشمالية التركية، سنة 2008م؛
- الدكتوراه الفخرية من جامعة ريكاردو بالما في جمهورية البيرو، سنة 2005م؛
- الدكتوراه الفخرية من جامعة السودان للعلوم والتكنولوجيا، سنة 2001م؛

## من الأعمال الفكرية والثقافية التي صدرت له

### كتب
1. الحوار من أجل التعايش (باللغة العربية).
2. في البناء الحضاري للعالم الإسلامي ــ صدر منه حتى الآن ثلاثة عشر جزءاً بالعربية ــ (ترجم الجزء الأول إلى الإنجليزية).
3. تأملات في قضايا معاصرة (باللغة العربية).
4. العالم الإسلامي في عصر العولمة (باللغة العربية).
5. أفكار للحوار (باللغة العربية).
6. على طريق تحالف الحضارات (باللغة العربية).
7. في الحوار مع الذات والآخر (باللغة العربية).
8. أمريكا والعالم الإسلامي (بالعربية والإنجليزية والفرنسية).
9. التجديد والمستقبل (باللغة العربية).
10. مواقف وآراء (باللغة العربية).
11. في الفكر والحضارة (باللغة العربية).

### دراســــات
- -	العلوم الاجتماعية ودور الإيسيسكو في تنميتها في العالم الإسلامي (بالعربية والإنجليزية والفرنسية)؛
- -	أوضاع العالم الإسلامي واستراتيجية المستقبل (بالعربية والإنجليزية والفرنسية)؛
- -حقوق الإنسان الاقتصادية في الإسلام (بالعربية والإنجليزية والفرنسية)-طبعتان-؛
- -التنمية الثقافية من منظور إسلامي (بالعربية والإنجليزية والفرنسية والروسية)؛
- -آفاق مستقبل الحوار بين المسلمين والغرب (بالعربية والإنجليزية والفرنسية)؛
- -	جنوح الأطفال: القضية والحلول (بالعربية والإنجليزية والفرنسية)
- -	الحوار والتفاعل الحضاري من منظور إسلامي (بالعربية والإنجليزية والفرنسية)؛
- -	الهوية والعولمة من منظور حق التنوع الثقافي (بالعربية والإنجليزية والفرنسية)-طبعتان-؛
- -	الإسلام والتعايش بين الأديان في أفق القرن الحادي والعشرين (بالعربية والإنجليزية والفرنسية)؛
- -	الأمة الإسلامية في مواجهة التحدّي الحضاري (بالعربية والإنجليزية والفرنسية)؛
- -	الثقافة العربية والثقافات الأخرى (بالعربية والإنجليزية والفرنسية)؛
- -	مستقبل الوطن العربي في إطار التعاون العربي-الإسلامي؛
- -	الإيسيسكـو ومستقبل العالم الإسلامي في آفاقه التربوية والعلمية والثقافية (بالعربية والإنجليزية والفرنسية)؛
- -	الكرامة الإنسانية في ضوء المبادئ الإسلامية (بالعربية والإنجليزية والفرنسية)؛
- -	التربية السياسية في الإسلام (بالعربية والإنجليزية والفرنسية)؛
- حقوق الإنسان في التعاليم الإسلامية (بالعربية والإنجليزية والفرنسية)؛
- دور الإيسيسكو في تطوير الثقافة العربية الإسلامية (بالعربية والإنجليزية والفرنسية)؛
- خصائص الحضارة الإسلامية وآفاق المستقبل (بالعربية والإنجليزية والفرنسية)؛
- صراع الحضارات في المفهوم الإسلامي (بالعربية والإنجليزية والفرنسية)؛
- -	العولمة والحياة الثقافية في العالم الإسلامي (بالعربية والإنجليزية والفرنسية)؛
- -	مفهوم التنوير في التصوُّر الإسلامي (بالعربية والإنجليزية والفرنسية)؛
- -	التعليم العربي: الواقع والمستقبل (بالعربية والإنجليزية والفرنسية)؛
- -	الجاليات والمؤسسات الإسلامية ودورها في إبراز صورة الإسلام (بالعربية والإنجليزية والفرنسية)؛
- -	الخطاب الإسلامي بين الأصالة والمعاصرة (بالعربية والإنجليزية والفرنسية)؛
- -	مستقبل اللغة العربية (بالعربية والإنجليزية والفرنسية)؛
- -	الديمقراطية من منظور إسلامي (بالعربية والإنجليزية والفرنسية)؛
- -	مسلمو الغرب والعالم الإسلامي (بالعربية والإنجليزية والفرنسية والفارسية)؛
- -	الرصيد الثقافي المشترك وتحالف الحضارات (بالعربية والإنجليزية والفرنسية)؛
- -	الاجتهاد والتحديث في الإسلام (بالعربية والإنجليزية والفرنسية)؛
- -	العالم الإسلامي والغرب: التحدّيات والمستقبل (بالعربية والإنجليزية والفرنسية والإسبانية)؛
- -	اللغة العربية والعولمة (بالعربية)؛
- -	المرأة في الإسلام ومكانتها في المجتمع الإسلامي (بالعربية والإنجليزية والفرنسية)-ثلاث طبعات-؛
- -	الدبلوماسية الإسلامية في خدمة الحوار والسلام (بالعربية والإنجليزية والفرنسية)؛
- -	الحوار وتحالف الحضارات (بالعربية والإنجليزية والفرنسية)؛
- -	التواصل الحضاري والتفاهم بين الشعوب (بالعربية والإنجليزية والفرنسية)؛
- -	التراث والهوية (بالعربية والإنجليزية والفرنسية)؛
- -	حركة التقريب بين المذاهب الإسلامية: مراجعات وتأملات (بالعربية والإنجليزية والفرنسية)؛
- -	حاضر اللغة العربية (بالعربية والإنجليزية والفرنسية)؛
- -	الإعلام والحوار بين الثقافات (بالعربية والإنجليزية والفرنسية)؛
- -	نحو تجديد الفكر الإسلامي (بالعربية والإنجليزية والفرنسية).